# SV Mönkeberg
Der Sportverein Mönkeberg von 1910 e. V. ist ein Sportverein aus der  Gemeinde Mönkeberg im Kreis Plön in Schleswig-Holstein. Er wurde 1910 gegründet und bietet die Sportarten Bogenschießen, Fußball, Judo Handball, Tennis, Tischtennis und Turnen an.
Überregional bekannt ist der Verein durch seine Handballabteilung, deren Männer in den Spielzeiten 1994/95, 1996/97 und 2001/02 an der Hauptrunde des DHB-Pokals teilnahmen. Dabei war der größte Erfolg das Erreichen der dritten Runde 1996/97. Seit 2009 ist der Verein ein Teil der HSG Mönkeberg-Schönkirchen.